# Michael Scott (Pastor)

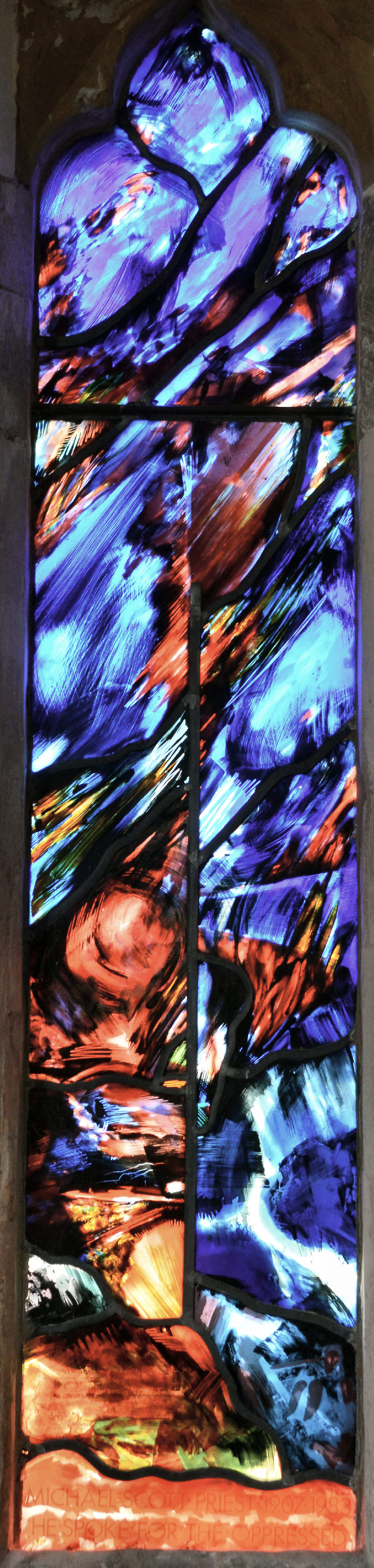
Fenstergemälde zur Erinnerung an Michael Scott

Guthrie Michael Scott (* 30. Juli 1907 in Lowfield Heath, Sussex, England; † 14. September 1983 in London) war ein britischer anglikanischer Priester, der vor allem im südlichen Afrika tätig war. Er war als Aktivist in den Kampf gegen die Apartheid in den 1940er Jahren eingebunden.

## Lebensweg
Scott, der Sohn eines anglikanischen Pfarrers, besuchte das King’s College Taunton, das Chichester Theological College und das St Paul’s College im südafrikanischen Grahamstown. Er wurde durch Bischof George Kennedy Allen Bell 1932 ordiniert und begann seine Laufbahn in Slaugham und Kensington in London.
Scott war von 1935 bis 1937 Kaplan des Bischofs der Diözese Bombay und diente anschließend bis 1938 in der St.-Pauls-Kathedrale in Kolkata. 1939 kehrte er nach England zurück und diente während des Zweiten Weltkriegs in der Royal Air Force.
1943 zog es Scott nach Johannesburg, wo er als Kaplan an der St.-Albans-Mission arbeitete. 1946 wurde er als erster Weißer wegen seines Vorgehens gegen die Rassengesetze inhaftiert. Im Jahr darauf wurde er in Südafrika zur unerwünschten Person erklärt und durfte nicht wieder einreisen.
Von London aus war er weiterhin maßgeblich am Widerstand gegen die Apartheid beteiligt, insbesondere Gründung des Africa Bureau im Jahr 1952.
Er unterstützte auch die von Hosea Kutako und Hendrik Samuel Witbooi geführten Unabhängigkeitsbestrebungen Südwestafrikas. Scott überreichte den Vereinten Nationen Petitionen im Namen dieser.
1960 gründete er gemeinsam mit seinem Freund Bertrand Russell die Friedensorganisation Committee of 100.

## Ehrungen
Nach seinem Tod wurde 1992 ein durch Desmond Tutu gestiftetes Erinnerungsfenster in der St Pancras Church in Kingston near Lewes eingeweiht.
Zu Scotts Ehren wurde eine Straße in Windhoek-Central nach ihm benannt.

## Veröffentlichungen
- A Time to Speak, Faber And Faber, Doubleday 1958, Autobiografie.